# Rayman (Computerspiel)
Rayman ist ein 1995 erschienenes Jump-’n’-Run-Spiel von Ubisoft und ist ein Teil der Rayman-Serie. Der Nachfolger Rayman 2: The Great Escape erschien 1999.

## Handlung
Auf Raymans Planeten leben die Bewohner dank des großen Protoons harmonisch. Der böse Mr. Dark stiehlt jedoch den Protoon und veranlasst die Electoons, die die Harmonie auf Raymans Planeten aufrechterhalten, sich über die ganze Welt zu zerstreuen. Betilla die Fee, eine Wächterin des Großen Protoon, kämpft gegen Mr. Dark, um den Protoon und die Electoons zurückzubekommen. Aber sie scheitert jedoch, also beschließt Rayman, die Electoons zu finden, den Großen Protoon zu befreien und Mr. Dark zu besiegen. Betilla interagiert bei Bedarf häufig mit Rayman, um ihm auf seiner Reise zusätzliche magische Kräfte zu verleihen.
Während er die Welt nach den Electoons durchsucht, konfrontiert Rayman die Feinde und wird von neuen Freunden unterstützt und erfährt später, dass Mr. Dark Betilla entführt hat und sie in einer der kleinen Kugeln an seinem Hut eingesperrt hat. Nachdem Rayman alle Electoons gerettet hat, steht Rayman Mr. Dark gegenüber, der mit verschiedenen Zaubern angreift. Jedoch kann Rayman Mr. Dark besiegen. Nach der Niederlage von Mr. Dark rettet Rayman Betilla und holt den Großen Protoon zurück, wodurch das Gleichgewicht in seiner Welt wiederhergestellt wird. Zum Schluss sieht man, wie Rayman mit seinen Freunden und ehemaligen Feinden Urlaub macht.

## Spielprinzip
Das Spiel ist ein Side-Scrolling-Plattformspiel. Rayman muss durch sechs Welten reisen, damit er alle gefangenen Electoons befreien kann. Sechs von denen befinden sich in Käfigen, die irgendwo auf jedem Level sind. Erst wenn alle Electoons befreit sind, wird Rayman Mr. Dark in seinem Versteck in Candy Château erreichen und gegen in kämpfen. Jedes Level ist in mehrere Karten unterteilt, von denen jede abgeschlossen ist, wenn Rayman das „!“ am Ende erreicht. Der Spieler erhält eine bestimmte Anzahl von Leben, die verloren gehen, wenn Rayman zu viele Treffer einsteckt oder ins Wasser oder in eine Grube fällt. Wenn zu irgendeinem Zeitpunkt alle Leben verloren gehen, erscheint der „Game-Over“-Bildschirm und der Spieler kann fortfahren oder aufhören. Auf jeder Ebene sind kleine, funkelnde blaue Kugeln verstreut, die Tings genannt werden. Der Spieler erhält ein zusätzliches Leben für jeweils 100 aufgenommene Tings. Wenn der Spieler ein Leben verliert, sind alle gesammelten Tings verloren. Tings können auch verwendet werden, um ins Bonuslevel zu kommen. Dort kann Rayman ein zusätzliches Leben gewinnen. Die meisten Feinde können mit einer bestimmten Anzahl von Schlägen besiegt werden. Am Ende jeder Welt muss Rayman einen Boss-Gegner besiegen.

## Rezeption
Rayman wurde für seine animierte 2D-Grafik, Atmosphäre und seinen Soundtrack hoch gelobt. Es wurde bei den Video Game Awards 1995 von Electronic Gaming Monthly sowohl als „Beste Musik in einem CD-ROM-Spiel“ als auch als „Beste Animation“ ausgezeichnet. Electronic Gaming Monthly gab der PlayStation-Version eine Punktzahl von 8,6 von 10 und erhielt die Auszeichnung „Spiel des Monats“. Sie lobten die Originalität, Animation und Musik des Spiels und sagten, dass dies das Gerücht widerlegte, dass die PlayStation nicht gut Side-Scrolling-Spiele leisten könne.
GamePro lobte ebenfalls die Animation und Musik sowie Raymans viele erworbene Fähigkeiten und kommentierte, dass „Rayman ein umwerfendes Vergnügen ist und als eines der optisch ansprechendsten Spiele dieses jedes Jahres ist.“